# Đỉnh Lassen
Đỉnh Lassen hay núi Lassen (tiếng Anh: Lassen Peak) là một đỉnh núi ở tiểu bang Washington, Hoa Kỳ. Đỉnh Lassen nằm ở phía nam núi Shasta, núi lửa cận nam nhất trong dãy núi Cascade và là đỉnh núi dễ leo nhất trong dãy Cascade. Nó đã phun trào từ năm 1914 đến năm 1921, và cũng giống như núi Shasta, nó có thể được nhìn thấy từ Thung lũng Sacramento cách xa tới 120 dặm Anh (193 km).